# Transports en Turquie
Cet article présente diverses statistiques et informations sur les infrastructures de transport de la Turquie.

## Routier

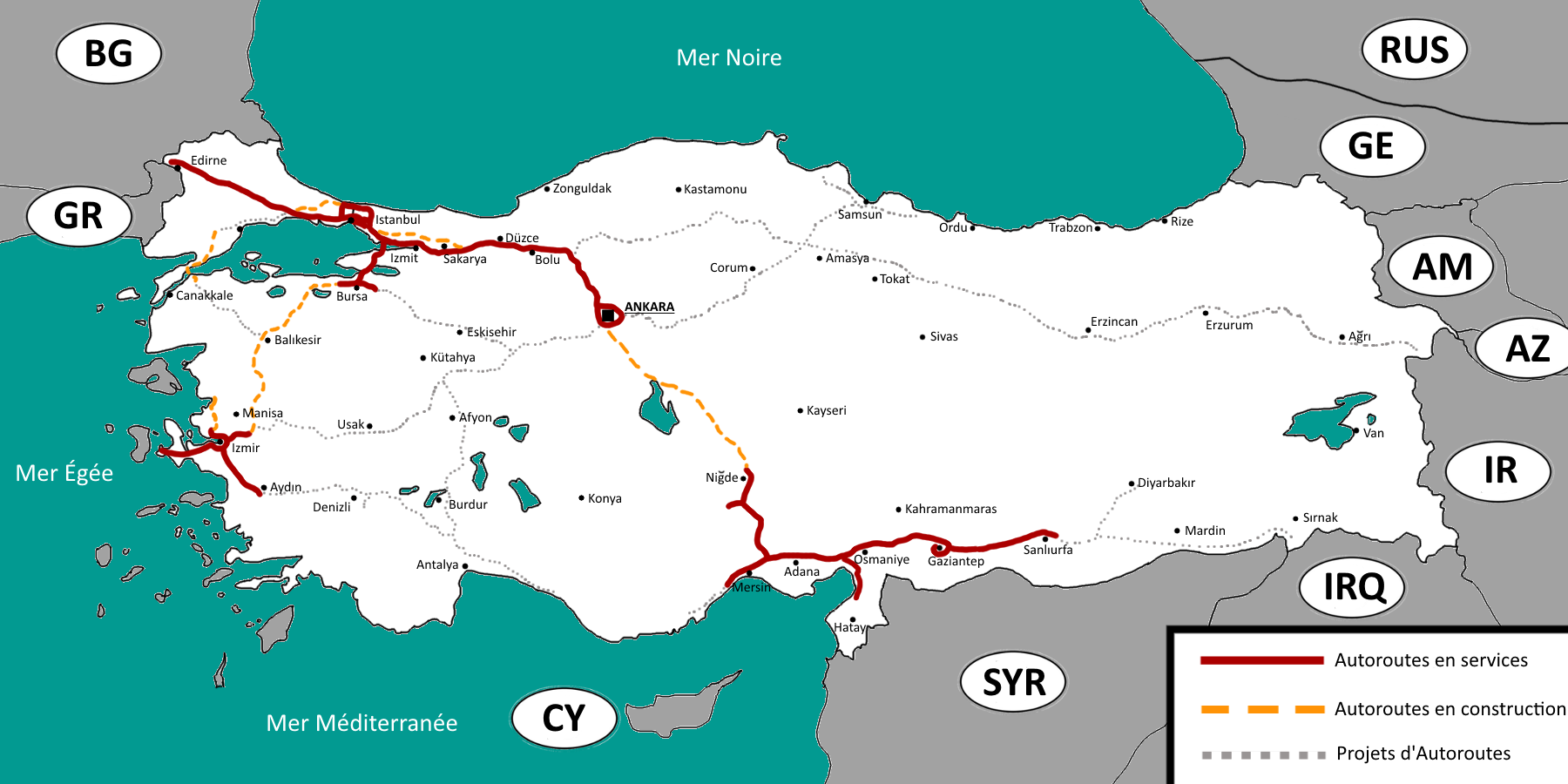
Autoroutes en Turquie

En Turquie, 95 % du trafic passagers et 93 % du fret domestique se font par la route.
La planification et la maintenance des réseaux routier, autoroutier, et de leurs infrastructures (Ponts,tunnels, etc) sont à la charge de la « Direction générale des routes de Turquie » (T.C. Karayolları Genel Müdürlüğü).
La Turquie compte 2 036 km d'autoroutes en service, 31 428 km de routes nationales et 30 920 km de routes départementales.
Le gouvernement mène une politique de développement de son réseau routier et autoroutier par le passage à doubles voies de nombreuses routes nationales et notamment par l'extension du réseau autoroutier (5 236 km supplémentaires) avec 11 nouveaux projets d'autoroutes. Le montage financier de ces projets est sous forme de BOT(Build-Operate-Transfer) : des entreprises privées construisent (build) et gèreront (operate) les autoroutes pendant une période donnée avant de rétrocéder (transfer) le tout aux pouvoirs publics. Les appels d'offres sont lancés en 2010.
Ces projets d'autoroutes sont les suivants :  
- Gebze - Orhangazi - Izmir. Cette autoroute prévoit le franchissement du golfe d'Izmit à hauteur de Gebze par un pont suspendu pour relier à terme Istanbul et Izmir. 421 km. La cérémonie officielle du lancement des travaux a eu lieu le 28 octobre 2010 à Gebze dans la province de Kocaeli. La construction de cette autoroute a été confiée au consortium composé des entreprises Nurol, Özaltın, Astaldi, Makyol, Yüksel et Göçay pour un coût de 11 milliards de TRY (5.5 milliards d'euros). Une fois terminé, le pont deviendra le deuxième plus long pont suspendu du monde après le pont du détroit d'Akashi. Le projet comprend 30 viaducs, 4 tunnels, 209 ponts, 18 péages, 5 centres de gestion et d'entretien d'autoroute et 7 aires de repos et de services. La durée prévue des travaux est de 5 ans.
- Autoroute du Nord Marmara (Kuzey Marmara Otoyolu). D'Adapazarı à Silivri. Cette autoroute prévoit la construction d'un troisième pont sur le Bosphore au nord d'Istanbul entre Garipce (province de Sarıyer) et Poyraz (province de Beykoz)[2].260 km
- Ankara - Samsun. 432 km
- Ankara - Izmir. 535 km
- Silivri - Tekirdağ - Çanakkale - Balıkesir. Elle prévoit de franchir le détroit des Dardanelles à hauteur de Canakkale et de rejoindre l'autoroute Gebze-Orhangazi-Izmir au niveau de Balikesir. 370 km
- Afyonkarahisar - Antalya - Alanya. 490 km
- Şanlıurfa - Habur (Frontière irakienne) avec la connexion de Diyarbakır. 445 km
- Aydın - Denizli - Burdur. 339 km
- Ankara - Niğde. 352 km
- Sivrihisar - Bursa. Cette autoroute reliera celle d'Ankara-Izmir à partir de Sivrihisar à celle de Gebze-Orhangazi-Izmir à Bursa. 202 km
- Gerede - Gürbulak (frontière iranienne). Dans un premier temps de Gerede à Merzifon pour se connecter à l'autoroute Ankara-Samsun et par la suite de Merzifon à Gürbulak. 1 265 km

Le président turc Recep Tayyip Erdoğan, a inauguré le 20 décembre 2016, le premier tunnel autoroutier sous le Bosphore, dans l'objectif de rénover l'infrastructure turque. Baptisé « Avrasya », ce tunnel est de 5.4 km de long, dont 3.4 km sous le Bosphore. Ce projet ambitionne de relier les deux rives de la ville d'Istanbul en 15 minutes. 

## Ferroviaire
La TCDD - Türkiye Cumhuriyeti Devlet Demir Yolları (littéralement, Chemins de fer national de la république de Turquie) possède 10 984 km de 1 435 mm (4 pi 8 +1 / 2 po) de calibre, dont 2 336 km étaient électrifiés en 2005.
En 2004, le projet Marmaray était lancé; celui-ci consiste à relier les parties européenne et asiatique d'Istanbul en traversant le détroit du Bosphore grâce à un tunnel ferroviaire.
Entre Istanbul et Ankara une ligne ferroviaire à grande vitesse est en construction. La durée du voyage entre les deux plus grandes villes de Turquie, à 250 km/h, sera réduite de 6 heures et 30 minutes à 3 heures. 
La LGV Ankara-Konya a été inaugurée le 24 aout 2011, et la LGV Ankara - Sivas est toujours en construction entre Yerköy et Sivas.

### Liaisons ferroviaires internationales
Statut des lignes ferroviaires internationales
- Arménie - Fermée pour cause politique
- Azerbaïdjan - Ouverte via l'Iran et la Géorgie, Ligne Bakou-Tbilissi-Kars (depuis 2017)
- Bulgarie - Ouverte via la Thrace orientale
- Grèce - Ouverte via la Thrace orientale
- Géorgie - Ouverte
- Irak - Fermée via la Syrie
- Iran - Ouverte
- Pakistan - Ouverte via l'Iran
- Syrie - Fermée à la suite du conflit EI

### Moyen-Orient
Des liaisons internationales régulières sont assurées avec les pays voisins du Moyen-Orient par la compagnie nationale ferroviaire TCDD.

#### Turquie-Iran
Une fois par semaine :
- Istanbul - Téhéran - Istanbul
- Van - Tabriz - Van

#### Turquie-Syrie
Avant la fermeture de la ligne, deux fois par semaine (le retour était assuré par les Chemins de Fer Syriens) :
- Gaziantep - Alep

#### Iran-Turquie-Syrie
Avant le conflit en Syrie une fois par semaine :
- Téhéran - Damas (en passant par la Turquie)
- Damas - Van
- Van - Téhéran

#### Turquie-Syrie-Irak
Avant le conflit en Syrie une fois par semaine :
- Gaziantep - Mossoul (en passant par la Syrie)

## Aérien

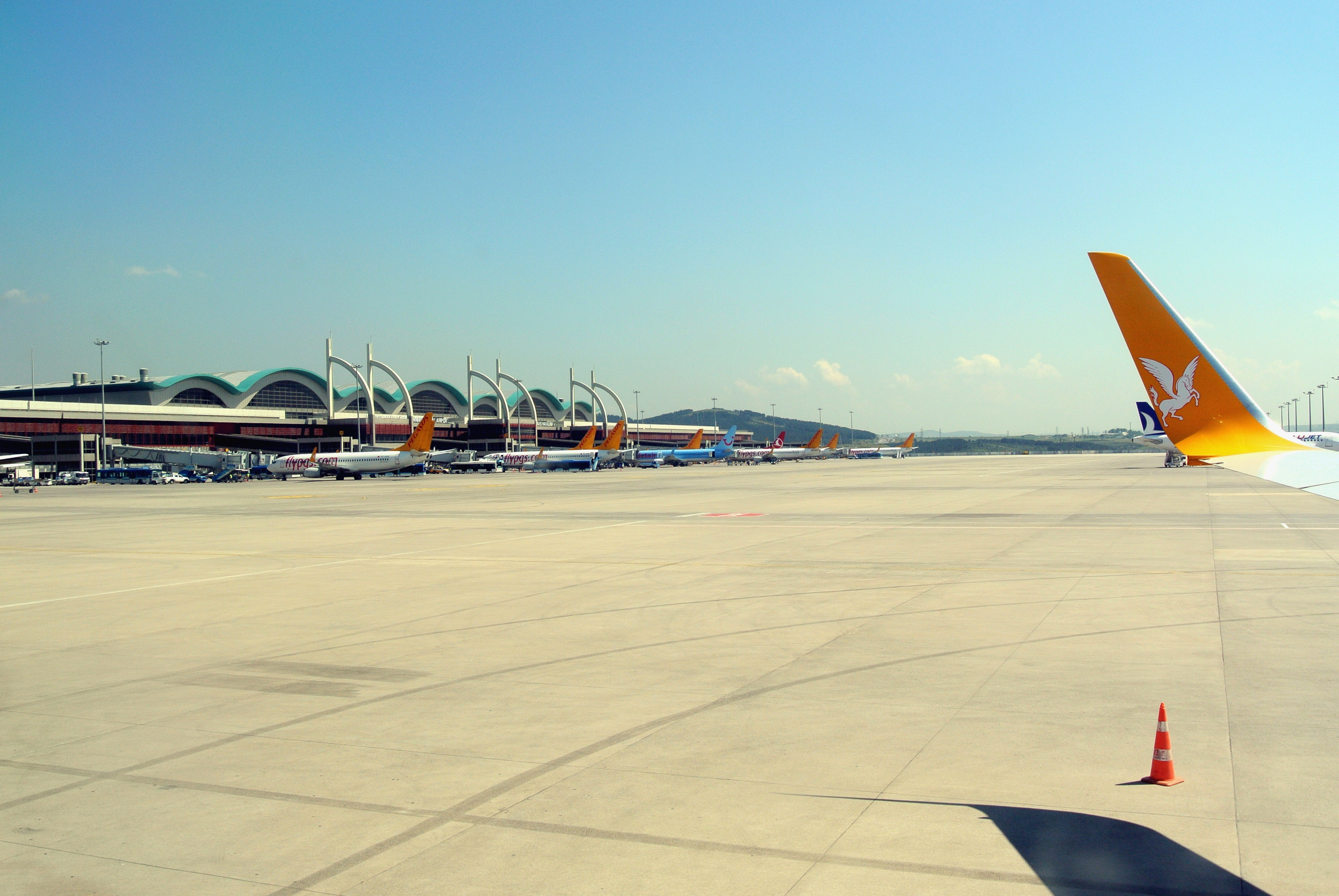
Aéroport international Sabiha Gökçen

La Turquie dispose de 44 aéroports dont la majorité (40 d'entre eux) sont gérés par La « Direction Générale de la Gestion des Aéroports Nationaux » turque (Devlet Hava Meydanları İşletme Müdürlüğü).
En 2009, les aéroports turcs avaient accueilli 85 508 508 passagers (48 % pour les vols intérieurs et 52 % pour les internationaux), soit une augmentation de 7,6 % par rapport à l'année précédente. À la fin du mois d'août 2010, ce chiffre était de 61 201 359, soit 16,4 % de plus qu'au mois d'août 2009.
La barre des 100 millions de passagers est franchie en 2010, plus précisément 102 705 805, soit une augmentation de 20,1 % par rapport à 2009.
Les aéroports les plus importants sont ceux d'Atatürk à Istanbul, Antalya, Sabiha gökçen à Istanbul,Esenboga à Ankara,  Adnan Menderes à Izmir, Dalaman, Milas-Bodrum, Adana-Sakirpasa à Adana et Trabzon.
Ils réalisent près de 90 % du trafic aérien du pays et sont situés pour la plupart dans des zones à fort potentiel touristique.